# Paul Wyatt
Paul Wyatt   (Brier Hill, 27 de febrer de 1907 - Brownsville, 15 de desembre de 1970) va ser un nedador estatunidenc que va competir durant la dècada de 1920.
El 1924 va prendre part en els Jocs Olímpics de París, on va guanyar la medalla de plata en els 100 metres esquena del programa de natació. Quatre anys més tard, als Jocs d'Amsterdam, va guanyar la medalla de bronze en la mateixa prova del programa de natació.